# Salda (přítok Tagilu)
Salda (rusky Салда) je řeka ve Sverdlovské oblasti v Rusku. Je dlouhá 122 km. Povodí řeky je 1770 km².

## Průběh toku
Pramení na východních svazích Středního Uralu. Ústí zprava do Tagilu (povodí Obu).

## Vodní režim
Zdrojem vody jsou převážně sněhové srážky. Průměrný roční průtok vody ve vzdálenosti 4 km od ústí činí přibližně 7,2 m³/s. Zamrzá na konci října až na začátku listopadu a rozmrzá v dubnu.

## Využití
Na řece leží města Verchňaja Salda a Nižňaja Salda.